# Javier Manuel Díaz
Javier Manuel Díaz (n. San Miguel de Tucumán, 26 de julio de 1995) es un jugador argentino de rugby que se desempeña como pilar en la franquicia argentina de Jaguares desde que se sumó al plantel principal el 2 de enero de 2018. Anteriormente jugó para el Club Natación y Gimnasia de San Miguel de Tucumán. 
Cabe destacar que también juega para Argentina XV.

## Clubes
- Actualizado el 24 de febrero de 2018.

| Temporadas | Club                     |
| ---------- | ------------------------ |
| 2015-      | Club Natación y Gimnasia |
| 2018-      | Jaguares                 |